# Maurice Raes
Maurice (Maurits) Raes, bijgenaamd het Leepken, (Heusden, 17 januari 1907 - Gentbrugge, 23 februari 1992) was een Belgisch wielrenner. Hij was beroepsrenner van 1927 tot 1939. In 1927 won hij Luik-Bastenaken-Luik en in 1929 het Kampioenschap van Vlaanderen in Koolskamp. In 1939 won hij Parijs-Valenciennes.

## Resultaten in voornaamste wedstrijden
| Jaar | Parijs-Roubaix | Luik-Bast.‑Luik |
| ---- | -------------- | --------------- |
| 1927 |                | Goud            |
| 1928 |                | Zilver          |
| 1929 |                | Brons           |
| 1939 | 63e            |                 |